# Geolycosa appetens
Geolycosa appetens är en spindelart som beskrevs av Roewer 1960. Geolycosa appetens ingår i släktet Geolycosa och familjen vargspindlar.
Artens utbredningsområde är Namibia. Inga underarter finns listade i Catalogue of Life.